# Хаупт, Зигмунт
Зигмунт Хаупт (пол. Zygmunt Haupt; 5 марта 1907, Улашковцы — 10 мая 1975, Уинчестер) — польский прозаик и художник.

## Биография
Родился 5 марта 1907 года в Улашковцах в Подолье (ныне Тернопольская область). Учился в Тернополе и во Львове, изучал строительство и архитектуру во Львовской политехнике. В 1931—1932 годах изучал градостроительство в Париже, начал рисовать и писать. Вернувшись в Польшу, жил и работал во Львове, вошёл в круг львовской богемы.
В 1939 году был призван в армию. После вторжения советских войск в Польшу эмигрировал вместе с другими офицерами через Венгрию во Францию. Продолжал служить до конца войны.
Демобилизован в 1946 году. Тогда же с женой и сыном переехал в США (Новый Орлеан, затем Нью-Йорк, Вашингтон). Работал на радиостанции «Голос Америки», позже в издательстве «Америка».
10 мая 1975 года умер в больнице в Уинчестере (Виргиния) после сердечного приступа. Похоронен в Новом Орлеане.

## Творчество
Новеллы и эссе Хаупта, которые высоко оценил Юзеф Чапский, при его жизни вышли единственным изданием в издательстве Ежи Гедройца «Культура». Писателя называли «польским Прустом». Его творчество сближают также с прозой Бруно Шульца.

## Наследие и признание
В 1963 году Хаупт получил премию издательства «Культура» (Париж), в 1971 — премию фонда Косцельских (Женева). Архив Хаупта хранится в библиотеке Стэнфордского университета. В последние годы творчество Хаупта, проза которого переведена на английский, немецкий, французский языки, активно пропагандирует в Польше и Европе Анджей Стасюк.

## Произведения
- Pierścień z papieru. — Paris, 1963.
- Szpica. Opowiadania, warianty, szkice. — Paris, 1989.

## Публикации на русском языке
- Зигмунт Хаупт в Журнальном зале